# 深海永理
深海 永理（しんかい えり、1994年12月21日 - ）は、日本のグラビアアイドル。東京都出身。

## 来歴
- 2011年、16歳の高校2年時に高杉 果那（たかすぎ かな）としてデビュー。当時の所属事務所はアクアス・エンターテインメント。活動中に単体イメージDVD9本をリリースした。
- 2013年4月にアクアス・エンターテインメントを退所して引退。
- 2013年10月頃より深海 永理として撮影会モデル等の活動を開始。
- 2018年以降、東京都内のコンセプトカフェ2店舗の店長を歴任。
- 2024年7月、11年ぶりのイメージDVD「私に潜って」をリリース。前芸名を公表してプロモーションを行っている[1][2][3]。

## 人物
- 趣味はアイドル関連、コスプレ、お酒。
- 特技は美しい紅茶を入れられる。

## 作品

### イメージDVD
高杉果那名義
- 純粋少女〜恋するTの天使〜（メディアブランド、2011年9月16日）
- 優等生・16歳（メディアブランド、2011年11月16日）
- REBELUTION（トリコ、2012年1月21日）
- 僕だけのいもうと（メディアブランド、2012年4月20日）
- イイのかな?（エスデジタル、2012年6月29日）
- Happy Heart（ラインコミュニケーションズ、2012年9月28日）
- かなまりんてれび。vol.1（メディアブランド、2012年10月19日）　共演：加藤まりん、伊東涼々夏、渡辺彩美奈、前田光璃、神谷紗英、真中あずさ
- いもうとに恋をした。（メディアブランド、2012年11月23日）
- 欲望のスイッチ（スパイスビジュアル、2013年1月25日）
- かなまりんてれび。vol.2（つくばテレビ、2013年2月2日）　共演：加藤まりん、伊東涼々夏、渡辺彩美奈、前田光璃、神谷紗英、真中あずさ、草野楓、西田れもん
- さよならのまえに（メディアブランド、2013年4月19日）
- かなまりんてれび。vol.3（つくばテレビ、2013年4月20日）　共演：加藤まりん、伊東涼々夏、前田光璃、神谷紗英、真中あずさ、西田れもん、真島のあ、新井ひいな

深海永理名義
- 私に潜って（竹書房、2024年7月26日）

## 出演

### TV
- かなまりんてれび。（Pigoo）
- まるごとTEEN GIRLS（Pigoo）
- 美少女VISION（寄席チャンネル）